# Alfredo Crevenna
Alfredo Crevenna (ur. 22 kwietnia 1914 we Frankfurcie nad Menem, zm. 30 sierpnia 1996) – meksykański reżyser filmowy, scenarzysta.